# Ytre Arna
Ytre Arna är en tidigare tätort i Bergens kommun i Vestland fylke i västra Norge. Orten är belägen vid Europaväg 16  och Bergenbanan, på västsidan av Sørfjorden. Bebyggelsen i orten räknas sedan 2013 som en del av tätorten Arna. 